# 네셰시

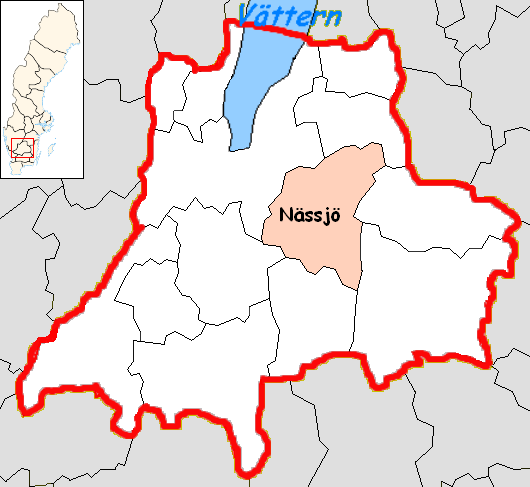
네셰 시의 위치

네셰시(스웨덴어: Nässjö kommun)는 스웨덴 옌셰핑주에 위치한 지방 자치체로 행정 중심지는 네셰이며 면적은 988.49km2, 인구는 30,820명(2016년 12월 31일 기준), 인구 밀도는 31명/km2이다.

시 문장